# Tekko-kagi
Tekko-kagi (japanska: 手甲鉤?, Tekkō-kagi, "Hand-pansar") är ett ninja-vapen av japanskt ursprung. Vapnet är ett slags knogjärn (Tekkō) med framåtriktade klor, som kunde användas för att riva motståndaren, eller för att fånga och ta över ett svärd.